# Jean-François Arssaud
Jean-François Arssaud est un homme politique français né en 1743 et mort le 26 décembre 1831 à Rodez (Aveyron).

## Biographie
Homme de loi à Rodez, il est député de l'Aveyron de 1791 à 1792, siégeant avec les modérés. Il est maire de Rodez en 1800.

## Sources
- Ressource relative à la vie publique :   - Base Sycomore
- « Jean-François Arssaud », dans Adolphe Robert et Gaston Cougny, Dictionnaire des parlementaires français, Edgar Bourloton, 1889-1891 [détail de l’édition]